# Calcodes aeratus
Calcodes aeratus is een keversoort uit de familie vliegende herten (Lucanidae). De wetenschappelijke naam van de soort is voor het eerst geldig gepubliceerd in 1834 door Hope.